# 猫島遺跡
猫島遺跡（ねこじまいせき）は、愛知県一宮市千秋町塩尻字猫島にある弥生時代から古代・中世にまたがる集落の複合遺跡である。

## 概要
名神高速道路一宮インターチェンジの東北東約2キロメートル、尾張一宮パーキングエリア（下り）付近を中心に広がる。もともと周知の埋蔵文化財包蔵地として知られていなかったが、1997年（平成9年）に日本道路公団による同パーキングエリアの建設に先立つ事前調査で発見され、32000平方メートルの範囲が1999年（平成11年）6月から2000年（平成12年）7月にかけて発掘調査された。
縄文土器や石鏃、弥生時代の環濠集落のほか、古墳時代、奈良・平安時代、中世（15世紀後半）にいたる集落の遺構や遺物が出土した。

## 主な遺構

### 弥生時代
- 環濠
- 大溝
- 大型掘立柱建物
- 竪穴建物
- 土壙
- 方形周溝墓
- 木棺墓
- 墳丘墓

### 古墳時代
- 土壙
- 井戸

### 古代
- 掘立柱建物
- 竪穴建物
- 井戸
- 溝
- 土壙

### 中世
- 方形区画溝
- 掘立柱建物
- 土壙
- 溝

## 主な遺物

### 縄文時代
- 縄文土器
- 石鏃

### 弥生時代
- 弥生土器
- 石器
- 管玉
- 玉造関係石器
- 土製人面

### 古墳時代
- 須恵器
- 土師器

### 古代
- 須恵器
- 土師器
- 灰釉陶器
- 墨書付灰釉陶器

### 中世
- 灰釉系陶器（山茶碗）
- 土錘
- 銭貨